# Changshu
Changshu (chinesisch 常熟市, Pinyin Chángshú Shì) ist eine kreisfreie Stadt im Osten der Volksrepublik China. Sie gehört zum Verwaltungsgebiet der bezirksfreien Stadt Suzhou in der Provinz Jiangsu und liegt in der Nähe von Shanghai. Changshu hat eine Fläche von 1.094 km² und 1.510.453 Einwohner (Stand: Zensus 2010). Nach der Stadt ist der Asteroid des inneren Hauptgürtels (3221) Changshi benannt.

## Lage
Changshu liegt 20 km südlich des Jangtsekiang, 72 km nordwestlich von Shanghai und 50 km nordöstlich des Stadtbezirks Canglang (沧浪区), der Innenstadt von Suzhou. Landschaftlich ist Changshu von einer kleinen Bergkette und dem Shanghu-See geprägt. Diese Bilden zusammen ein großes Naherholungsgebiet. In der Innenstadt sind Teile der alten Stadtmauer erhalten.

## Administrative Gliederung
Auf Gemeindeebene setzt sich Changshu aus zehn Großgemeinden zusammen. Diese sind:
- Großgemeinde Yushan (虞山镇), Zentrum, Sitz der Stadtregierung;
- Großgemeinde Meili (梅李镇);
- Großgemeinde Haiyu (海虞镇);
- Großgemeinde Xingang (新港镇);
- Großgemeinde Guli (古里镇);
- Großgemeinde Shajiabang (沙家浜镇);
- Großgemeinde Zhitang (支塘镇);
- Großgemeinde Dongbang (董浜镇);
- Großgemeinde Shanghu (尚湖镇);
- Großgemeinde Xinzhuang (辛庄镇).

## Ethnische Gliederung der Bevölkerung Changshus (2000)
Beim Zensus im Jahr 2000 wurden in Changshu 1.239.637 Einwohner gezählt.
| Name des Volkes | Einwohner | Anteil  |
| --------------- | --------- | ------- |
| Han             | 1.237.807 | 99,85 % |
| Tujia           | 622       | 0,05 %  |
| Zhuang          | 325       | 0,03 %  |
| Hui             | 244       | 0,02 %  |
| Miao            | 134       | 0,01 %  |
| Sonstige        | 505       | 0,04 %  |

## Geschichte
Im Jahre 540 wurde Changshu zunächst unabhängiger Landkreis. 581 wurde es der Stadt Suzhou untergeordnet.
1295 wurde es zum Sitz einer Präfektur und um 1300 erneuert und befestigt. 1370 wurde es wieder auf die Ebene eines Landkreises heruntergestuft.
1950 erhielt Changshu zunächst wieder den Status "Stadt", ehe es 1958 erneut in einen Kreis umgewandelt wurde. Am 18. Januar 1983 wurde schließlich der heutige Zustand definiert – Changshu als kreisfreie Stadt.

## Kultur und Persönlichkeiten
Mindestens drei berühmte Maler wurden in Changshu geboren:
- Huang Gongwang (1269–1354), einer der vier Meister der Yuan-Dynastie
- Wang Hui (1632–1717), einer der "Vier Wangs" als Vertreter der orthodoxen Schule des Malens während der Ming und frühen Qing-Dynastie
- Wu Li (1632–1718), ein Vertreter der orthodoxen Schule des "Gelehrtenmalens" in der frühen Qing-Dynastie

Hier auch geboren wurde die chinesisch-deutsche Hochschullehrerin:
- Liqiu Meng (* 1963), Kartografin und Geodätin